# Рудины
Рудины — дворянский род столбового дворянства.
Фамилии Рудиных многие Российскому Престолу служили дворянские службы в разных чинах и жалованы были от Государей (1627) и других годах поместьями.
При подаче документов (20 февраля 1687) для внесения рода в Бархатную книгу, была предоставлена родословная роспись Рудиных и жалованная грамота ярославского князя Александра Фёдоровича Александру Васильевичу Рудину на село Онисемле с деревнями в Едомской волости Ярославского княжества (1435-1463).
Определением Ярославского дворянского собрания род внесён в дворянскую родословную книгу, в VI-ю часть, древнего дворянства.

## Описание гербов

#### Герб Рудиных 1785 г.
В Гербовнике Анисима Титовича Князева 1785 года есть изображение печати с гербом Петра Рудина: серебряное поле щита разделено крестообразно на четыре части. В первой части чёрный орёл с распростёртыми крыльями и повернут головой в право. Во второй части шапка княжеского достоинства. В третьей части коричневый меч, наискось, рукоятью из правого верхнего угла, остриём к нижнему левому углу, а по остальным двум углам, по шестиконечной звезде. В четвёртой части, в центре, коричневая шестиконечная звезда. Щит увенчан коронованным дворянским шлемом, без шейного клейнода. Нашлемник: согнутая в локте рука с мечом, вокруг которого изображены, по четыре с каждой стороны, шестиконечные звёзды. Цветовая гамма намёта не определена.

#### Герб. Часть IV. № 94.
Щит разделён перпендикулярно на две части, из коих в правой в голубом поле изображена золотая Луна, р
Щит увенчан обыкновенным дворя, ским Шлемом с дворянскою на нем Короною и тремя Страусовыми перьями. Намёт на щите елёногоо и голубого цвет,  подложенный золотом.

## Известные представители
- Рудин Иван Елизарович — московский дворянин (1640—1677).
- Рудин Григорий Никифорович — стряпчий (1658—1676).
- Рудин Осип Никифорович — московский дворянин (1676—1677).
- Рудин Дмитрий Иванович — стольник (1679—1692).
- Рудин Михаил Иванович — стольник (1692).
- Рудин Леонтий Иванович — стряпчий (1683), стольник (1686—1692), воевода в Шацке (1696)[4][5].